# Nobol (canton)
Nobol est un canton d'Équateur situé dans la province de Guayas.